# نیتان اسکات
نِـیتان اسکات (انگلیسی: Nathan Scott؛ ۱۱ مه ۱۹۱۵ – ۲۷ فوریه ۲۰۱۰) آهنگساز، تنظیم‌کننده، رهبر ارکستر و ارکستراتور اهل ایالات متحده آمریکا بود.
او دانش‌آموختهٔ رشتهٔ موسیقی از «برکلی» بود و در آهنگسازی، تنظیم، سازبندی و رهبری موسیقی برای بیش از ۱۰۰ فیلم و ۸۵۰ سریال تلویزیونی نقش داشت.
آهنگساز و نوازندهٔ مشهور ساکسوفون، «تام اسکات»، پسر اوست.
از فیلم‌ها یا مجموعه‌های تلویزیونی که وی در آن‌ها نقش داشته است، می‌توان به امور خانوادگی، ایکس- ۱۵، مسیر گرند کنیون و انتقام‌جویان اشاره نمود.